# Xã Mont Sandels, Quận Sebastian, Arkansas
Xã Mont Sandels (tiếng Anh: Mont Sandels Township) là một xã thuộc quận Sebastian, tiểu bang Arkansas, Hoa Kỳ. Năm 2010, dân số của xã này là 5.151 người.